# Nu blåser vi snuten
Nu blåser vi snuten (engelska: Smokey and the Bandit) är en amerikansk actionkomedifilm från 1977 i regi av Hal Needham. I huvudrollerna ses Burt Reynolds, Sally Field, Jackie Gleason och Jerry Reed. Filmen hade Sverigepremiär den 13 februari 1978.

## Handling
De rika texasborna Big Enos Burdette (Pat McCormick) och hans son Little Enos (Paul Williams) försöker hitta en lastbilschaufför som är villig att smuggla öl till Georgia, då deras ordinarie chaufför blivit gripen. Bo "Bandit" Darville (Burt Reynolds) och hans kompis Cledus "Snowman" Snow (Jerry Reed), blir tillfrågade. 
Deras uppdrag är att hämta 400 lådor med Coors-öl i Texarkana i Texas och smuggla tillbaka ölen till Atlanta på 28 timmar. Om de lyckas ska de erhålla 80 000 dollar. De antar uppdraget, men det är lättare sagt än gjort, när sheriff Buford T Justice (Jackie Gleason) jagar dem ända från Texas. Bandit plockar längs vägen upp en liftare, Carrie (Sally Field), som är på flykt från sitt eget bröllop, med just Buford T Justices son.

## Rollista i urval
- Burt Reynolds - Bo Darville, Bandit
- Sally Field - Carrie, Frog
- Jerry Reed - Cledus Snow, Snowman
- Mike Henry (Michael Dennis Henry) - Junior
- Jackie Gleason - Sheriff Buford T. Justice
- Paul Williams - Little Enos Burdette
- Pat McCormick - Big Enos Burdette
- George Reynolds - Branford
- Macon McCalman - Mr. B

## Om filmen
Filmen spelades in i städerna McDonough och Jonesboro i Georgia. Scenerna från Texarkana filmades i och omkring Jonesboro, och biljakterna filmades omkring och i staden McDonough. Scenerna från racerbanan filmades vid Lakewood Speedway arenan på sydsidan av Atlanta.
Filmen blev omåttligt populär bland bilentusiaster tack vare Bandits våghalsiga bilkörning i en Pontiac Trans Am. Exempelvis, när lastbilen stoppas av polisen, vänder Bandit och kör mot färdriktningen på motorvägen och vänder framåt igen framför ögonen på polisen, för att skydda lastbilen. Därefter följer en biljakt.
Filmen använde fem modifierade 1976 Pontiac Trans Ams som hade ändrats till att se ut som årsmodellen 1977. Bilarna modifierades på grund av de stunts som utfördes, till exempel så utförde den tredje bilen ett stunt då den flög över en flod, och blev därmed totalt förstörd. Samtliga bilar blev förstörda under filminspelningen.
Jerry Reed, som spelade "Snowman", sjöng även filmens ledmotiv, som han dessutom varit med om att skriva.

### Fotnoter
1. ↑  ”Smokey and the Bandit” (på engelska). Box Office Mojo. 27 maj 1977. http://www.boxofficemojo.com/movies/?id=smokeyandthebandit.htm. Läst 21 september 2016.
2. ↑  ”Burt Reynolds - Uppslagsverk - NE.se”. www.ne.se. https://www.ne.se/uppslagsverk/encyklopedi/l%C3%A5ng/burt-reynolds. Läst 31 maj 2020. [inloggning kan krävas]
3. ↑  ”Jackie Gleason - Uppslagsverk - NE.se”. www.ne.se. https://www.ne.se/uppslagsverk/encyklopedi/l%C3%A5ng/jackie-gleason. Läst 31 maj 2020. [inloggning kan krävas]
4. ↑  ”Sally Field - Uppslagsverk - NE.se”. www.ne.se. https://www.ne.se/uppslagsverk/encyklopedi/l%C3%A5ng/sally-field. Läst 31 maj 2020. [inloggning kan krävas]
5. ↑  ”Smokey and the Bandit”. Svensk filmdatabas. 13 februari 1977. http://www.sfi.se/sv/svensk-filmdatabas/Item/?type=MOVIE&itemid=5298. Läst 21 september 2016.